# 마우리시오 마크리
마우리시오 마크리(스페인어: Mauricio Macri, 문화어: 마우리씨오 마끄리, 1959년 2월 8일 ~ )는 아르헨티나의 기업인, 토목공학자, 정치인이다. 기업가 프란시스코 마크리의 아들이며 2007년 12월 10일부터 2015년 12월 10일까지 제5대 부에노스아이레스 시장을 역임했다.
2015년 10월 25일에 실시된 대통령 선거에서 다니엘 시올리를 제치고 당선되어, 2015년 12월 10일부터 대통령에 취임했다.
2018년 들어서는 IMF 구제금융으로 아르헨티나 경제를 파탄냈다는 비난을 받고있으며, 지지율도 20% 초반대로 떨어졌다. 2019년 아르헨티나 대통령 선거에서 정권 연장은 거의 불가능한 수준이었으며, 결국 2019년 아르헨티나 대통령 선거에서 알베르토 페르난데스에게 패배하고 대통령직에서 물러났다.

## 사진

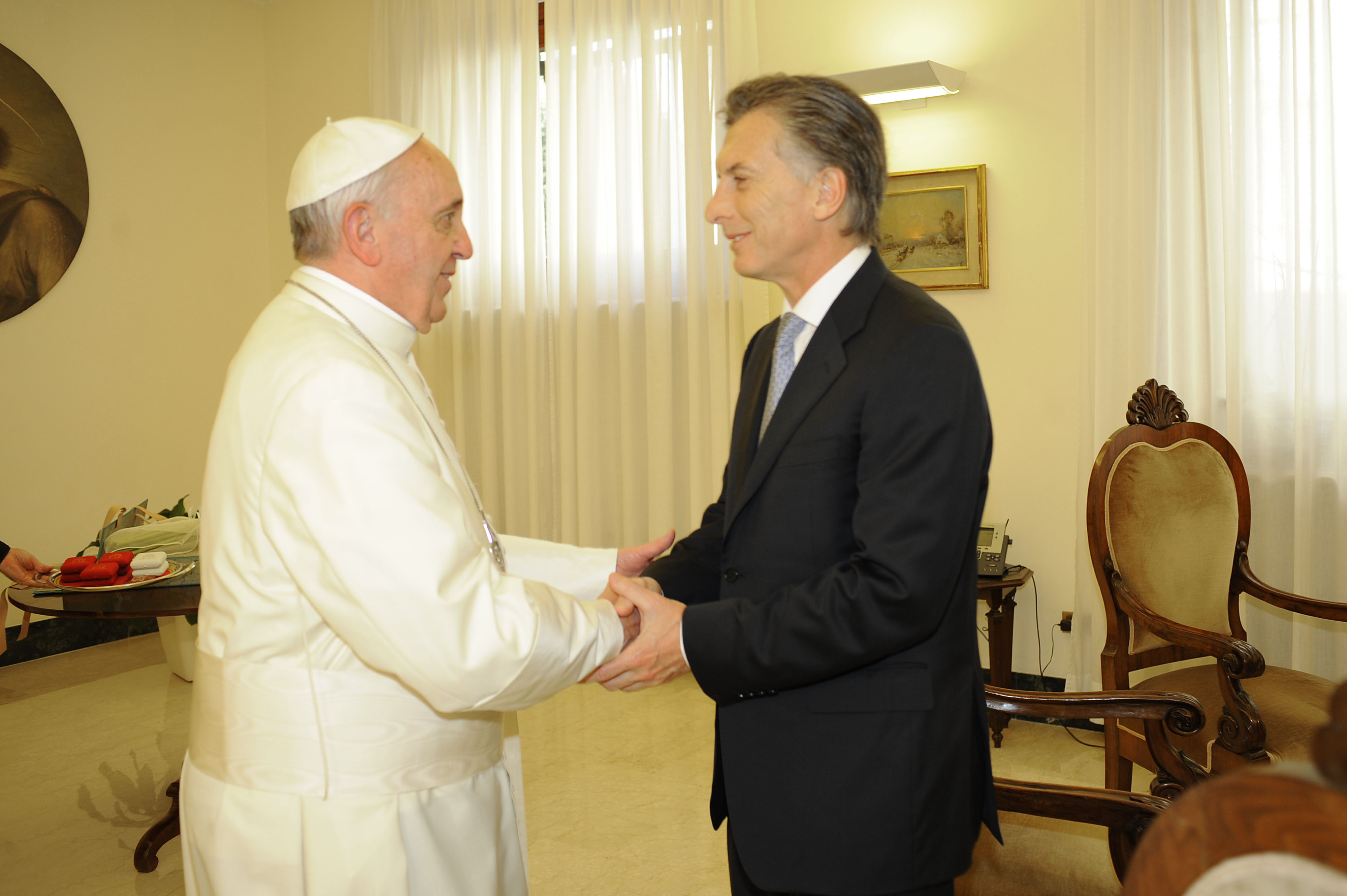
바티칸 시국에서 교황 프란치스코를 만난 마우리시오 마크리 (2013년 9월)

## 역대 선거 결과
| 선거명      | 직책명                | 대수 | 정당             | 득표율 | 득표수       | 결과 | 당락                       |
| ----------- | --------------------- | ---- | ---------------- | ------ | ------------ | ---- | -------------------------- |
| 2003년 선거 | 부에노스아이레스 시장 | 4대  | 변화를 위한 약속 | 46.52% | 807,385표    | 2위  | 낙선                       |
| 2007년 선거 | 부에노스아이레스 시장 | 5대  | 공화주의제안당   | 60.96% | 1,006,157표  | 1위  | 부에노스아이레스 시장 당선 |
| 2011년 선거 | 부에노스아이레스 시장 | 5대  | 공화주의제안당   | 64.25% | 1,086,608표  | 1위  | 부에노스아이레스 시장 당선 |
| 2015년 선거 | 아르헨티나의 대통령   | 46대 | 공화주의제안당   | 51.34% | 12,997,937표 | 1위  |                            |
| 2019년 선거 | 아르헨티나의 대통령   | 47대 | 공화주의제안당   | 40.28% | 10,811,345표 | 2위  | 낙선                       |